# Diocèse d'Armagh
Le diocèse d'Armagh est un diocèse anglican de l'Église d'Irlande dépendant de la province d'Armagh.
La cathédrale Saint-Patrick d'Armagh est le siège épiscopal.
Il ne doit pas être confondu avec l'archidiocèse homonyme de l'Église catholique romaine.